# Гиблицы
Гиблицы — село в России, расположено в Касимовском районе Рязанской области. Является административным центром Гиблицкого сельского поселения.

## Географическое положение
Село Гиблицы расположено примерно в 20 км к западу от центра города Касимова. Ближайшие населённые пункты — деревня Петрушово к северу, деревня Степаново к востоку, деревня Тимохино к югу и деревня Княжи к западу.

## История
Деревня Гиблицы впервые упоминается в списке с писцовых книг Кропоткина и Лукина (1637—1643). По переписи 1678 г. в деревне было 29 дворов при численности населения 105 чел.
Усадьба основана в первой четверти XVII века стольником Ф. П. Бутурлиным и далее находилась в его роде. Во второй половине XVIII века принадлежала генерал-аншефу, действительному камергеру и кавалеру графу А. Б. Бутурлину (1694—1764), женатым вторым браком на княжне Е. Б. Куракиной (1703—1772). После их дочери графине Е. А. Бутурлиной (ум. 1811), вышедшей замуж за генерала от инфантерии князя Ю. В. Долгорукова (1740—1830). Затем по родству переходит штабс-капитану В. А. Бутурлину. В конце XIX века селом владеет графиня Ревертер.
В 1844 г. владелец деревни В. А. Бутурлин приступил к строительству храма в честь Святого Николая (освящён в 1846 г.).
В 1905 году село относилось к Погостинской волости Касимовского уезда и имело 195 дворов при численности населения 1133 чел.

## Население
| 1859 | 1897 | 1906  | 1926  | 2010 |
| ---- | ---- | ----- | ----- | ---- |
| 941  | ↘914 | ↗1133 | ↗1139 | ↘375 |

## Улицы

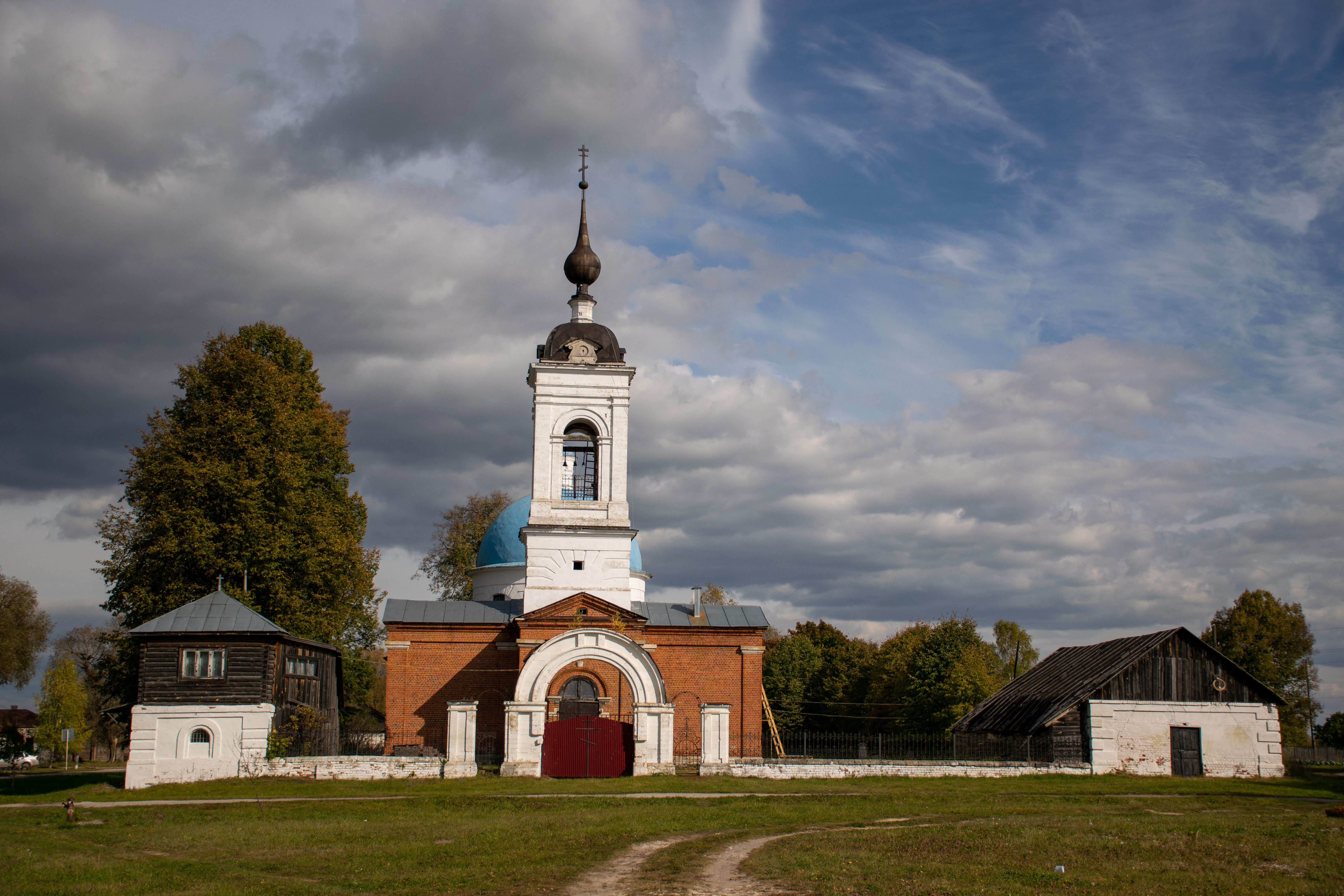
Ансамбль Никольской церкви в селе Гиблицы

Уличная сеть села состоит из четырёх улиц (Молодёжная, Новая, Центральная и Школьная).

## Транспорт и связь
Через село проходит асфальтированная дорога «Касимов — Лубяники» с автобусным сообщением.
В селе Гиблицы имеется одноимённое сельское отделение почтовой связи (индекс 391322).

## Религия
В селе есть действующая церковь во имя святителя Николая Чудотворца. Приход относится к первому Касимовскому благочинию Касимовской епархии.

## Уроженцы
- Аксёнов, Владимир Викторович — космонавт, дважды Герой Советского Союза.
- Егорова, Татьяна Прокопьевна — святая Русской православной церкви.